# Zephyranthes insularum
Zephyranthes insularum là một loài thực vật có hoa trong họ Amaryllidaceae. Loài này được H.H.Hume ex Moldenke miêu tả khoa học đầu tiên năm 1952.